# أدينوسين منقوص الأكسجين
الأدينودسين منقوص الأكسجين  (بالإنجليزية: Deoxyadenosine) هو ريبونوكليوسيد منقوص الأكسجين وهو مشتق من نيوكليوسيد أدينوزين بحيث يختلف عنه بوجود هيدروجين (-H) مكان مجموعة الهيدروكسيل (-OH) في الذرة 2' لحلقة الريبوز. الأدينوسين منقوص الأكسجين هو نوكليوسيد الدنا A ويرتبط مع الثيمدين منقوص الأكسجين T في الدنا مزدوج السلاسل.
في غياب الإنزيم نازع أمين الأدينوسين (ADA) يتراكم الأدينوسين منقوص الأكسجين في الخلايا اللمفاوية التائية ويقتلها مسببا خللا جينيا يعرف بـ: مرض نقص المناعة المشترك الحاد لنازع أمين الأدونيسين (ADA-SCID).